# Ma ma
Ma ma és una pel·lícula de drama espanyola dirigida per Julio Medem, produïda per Morena Films i protagonitzada per Penélope Cruz, Luis Tosar, Asier Etxeandia, Teo Planell, Silvia Abascal, Mónica Sagrera, Àlex Brendemühl i Ciro Miró, estrenada l'11 de setembre de 2015 als cinemes espanyols. Ha estat rodada a Madrid i a les illes Canàries i fou exhibida al Festival Internacional de Cinema de Toronto de 2015.

## Sinopsi
La pel·lícula conta la història de Magda (Pénelope Cruz). Magda és una mestra en atur de Madrid que després de ser diagnosticada de càncer de mama l'abandona el seu marit Raúl per anar-se'n amb una de les seves alumnes, i reacciona traient a la superfície tota la vida que porta dins, des de l'imaginable a l'inimaginable. Alhora, Arturo és un observador del Real Madrid a qui coneix en un partit de futbol on juga el seu fill, perd la dona i la filla atropellades per un cotxe.
La lluita valenta i optimista de Magda farà possible que ella i el seu entorn més íntim visquin insospitades escenes d'humor i delicada felicitat.

## Repartiment
| Intèrpret       | Personatge |
| --------------- | ---------- |
| Penélope Cruz   | Magda      |
| Luis Tosar      | Arturo     |
| Asier Etxeandia | Julián     |
| Teo Planell     | Daniel     |
| Silvia Abascal  | Infermera  |
| Mónica Sagrera  | Tia Sofía  |
| Àlex Brendemühl | Raúl       |
| Anna Jiménez    | Natasha    |

## Palmarès
30a edició dels Premis Goya
| Categoria                                  | Nominats                                      | Resultat |
| ------------------------------------------ | --------------------------------------------- | -------- |
| Millor interpretació femenina protagonista | Penélope Cruz                                 | Nominada |
| Millor música original                     | Alberto Iglesias                              | Nominat  |
| Millor maquillatge i perruqueria           | Ana Lozano Fito Dellibarda Massimo Gattabrusi | Nominats |

Premis Platino
| Any  | Categoria                     | Nominats         | Resultat |
| ---- | ----------------------------- | ---------------- | -------- |
| 2016 | Millor Interpretació Femenina | Penélope Cruz    | Nominada |
| 2016 | Millor Música Original        | Alberto Iglesias | Nominat  |

3a edició dels Premis Feroz
| Categoria                  | Persona          | Resultat |
| -------------------------- | ---------------- | -------- |
| Millor actriu protagonista | Penélope Cruz    | Nominada |
| Millor música original     | Alberto Iglesias | Nominat  |

21a edició Premi Cinematogràfic José María Forqué
| Categoria                     | Nominats      | Resultat |
| ----------------------------- | ------------- | -------- |
| Millor interpretació femenina | Penélope Cruz | Nominada |

71a edició dels premis del Cercle d'Escriptors Cinematogràfics
| Categoria              | Nominats         | Resultat |
| ---------------------- | ---------------- | -------- |
| Millor direcció        | Julio Medem      | Nominada |
| Millor actriu          | Penélope Cruz    | Nominada |
| Millor actor secundari | Luis Tosar       | Nominada |
| Millor guió original   | Julio Medem      | Nominada |
| Millor música          | Alberto Iglesias | Nominada |